# Білібін Іван Якович
Іва́н Я́кович Білі́бін (рос. Иван Яковлевич Билибин; 4 (16) серпня 1876 — †7 лютого 1942) — російський радянський художник-графік.

## Життєпис
Навчався в Академії мистецтв у майстерні Іллі Рєпіна.
Художній талант Білібіна яскраво виявився у галузі книжкової графіки. Білібін створив багато ілюстрацій до російських народних казок, билин, казок Олександра Пушкіна.
З 1907 працював також як театральний художник, оформляючи переважно російські опери («Золотий півник», 1909; «Руслан і Людмила», 1913; «Казка про царя Салтана», 1937). Близько стояв до об'єднання «Світ мистецтва» («Мир искусства»). Білібін був учителем відомого українського графіка Георгія Нарбута.
Помер 7 лютого 1942 у блокадному Ленінграді від голоду.

## Найвідоміші роботи

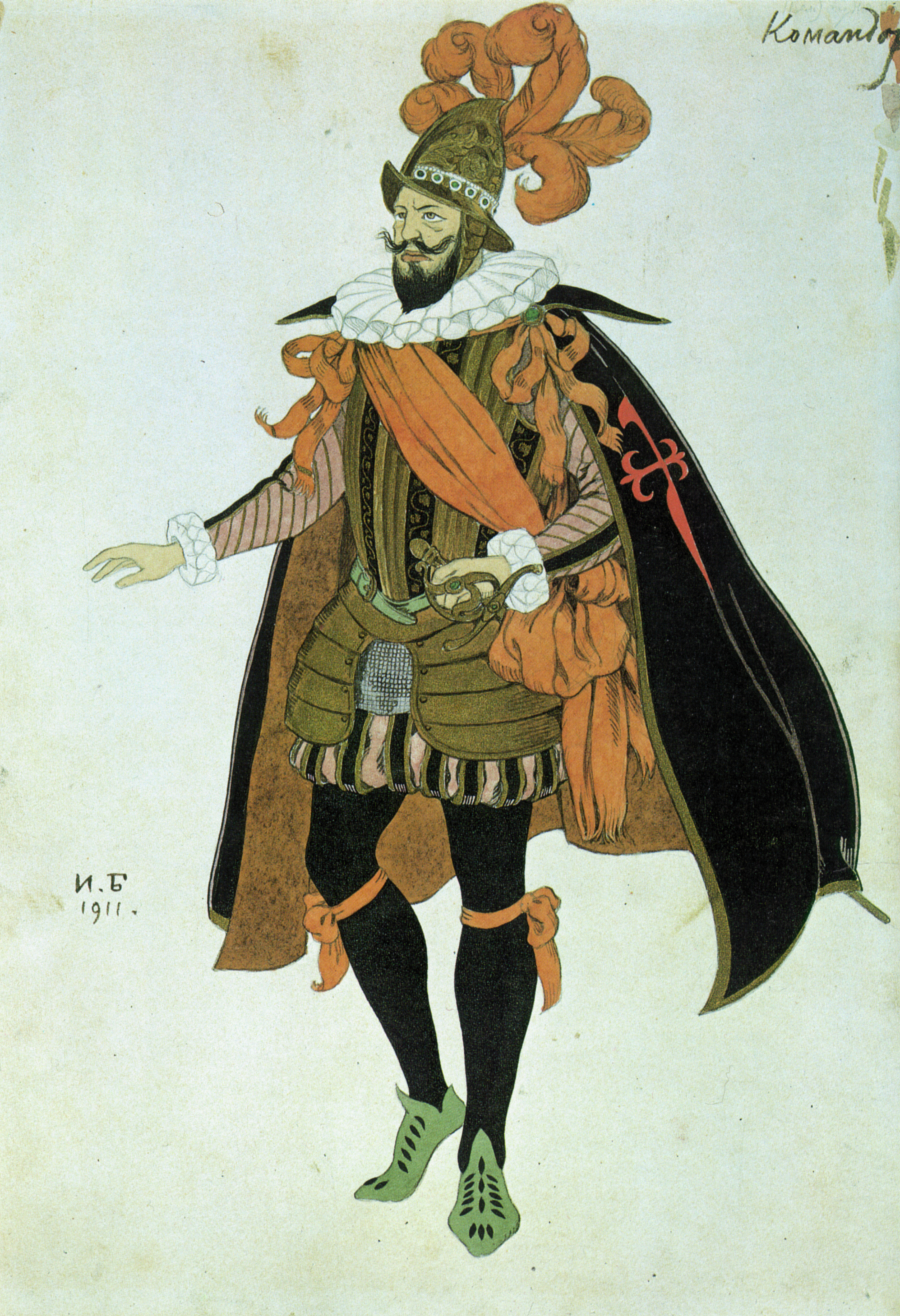
Ескіз костюму Командора до драми Лопе де Веги «Фуенте Овехуна», 1911
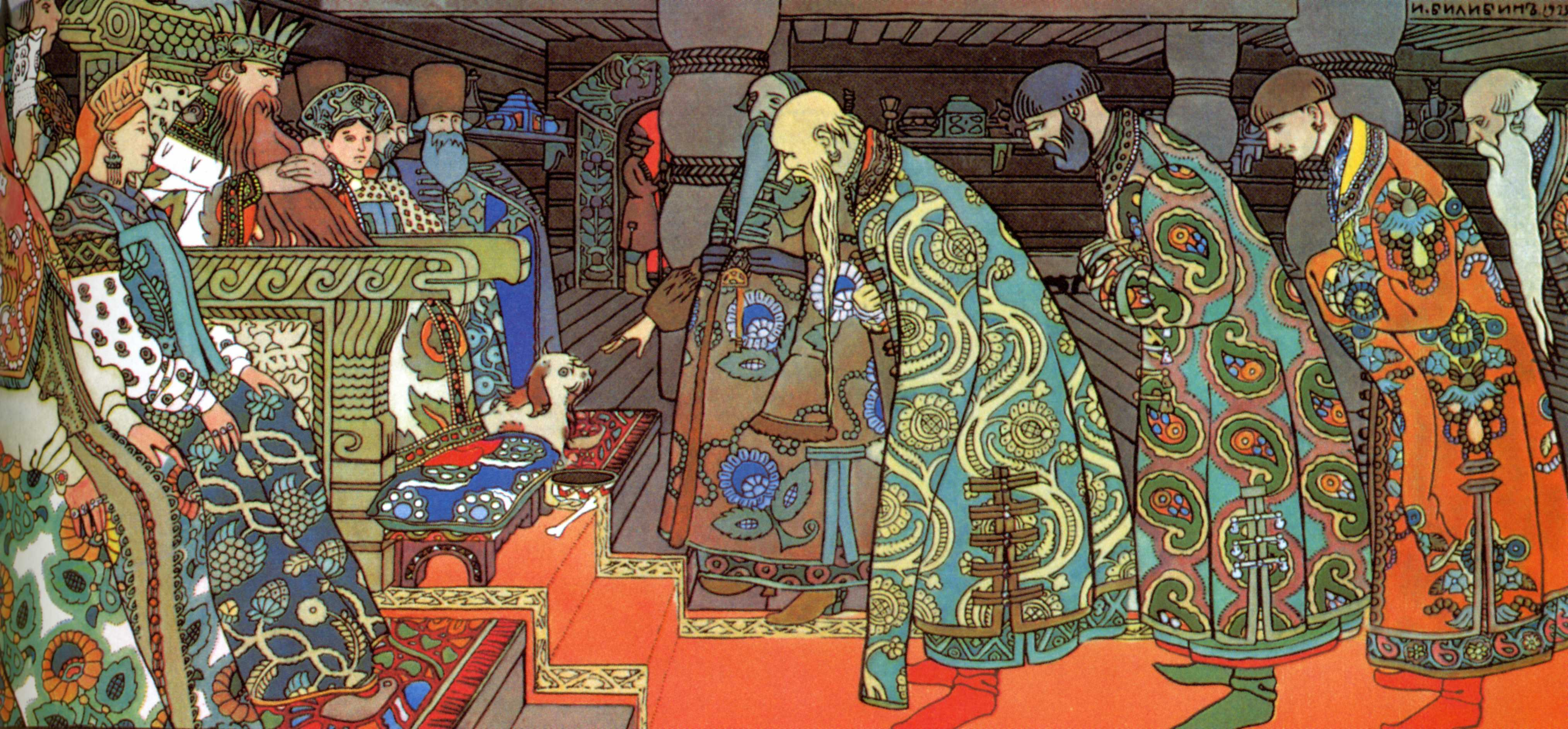
Купці, 1905
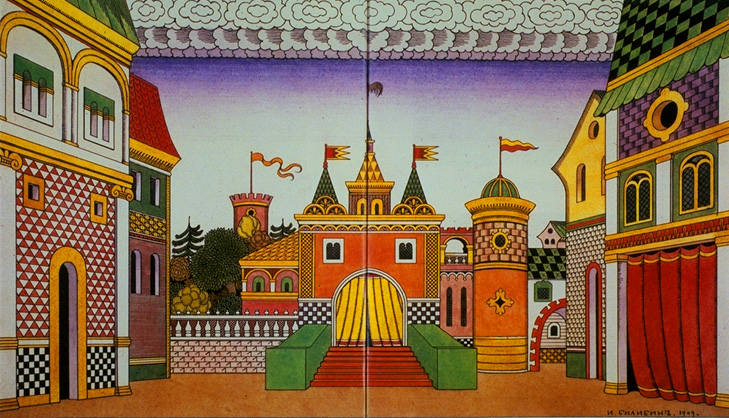
Золотий півник, 1909
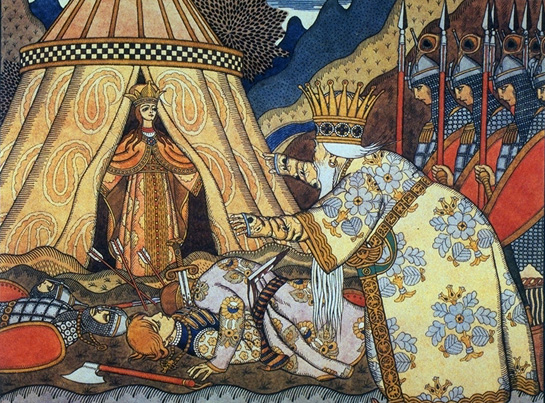
Золотий півник, 1909
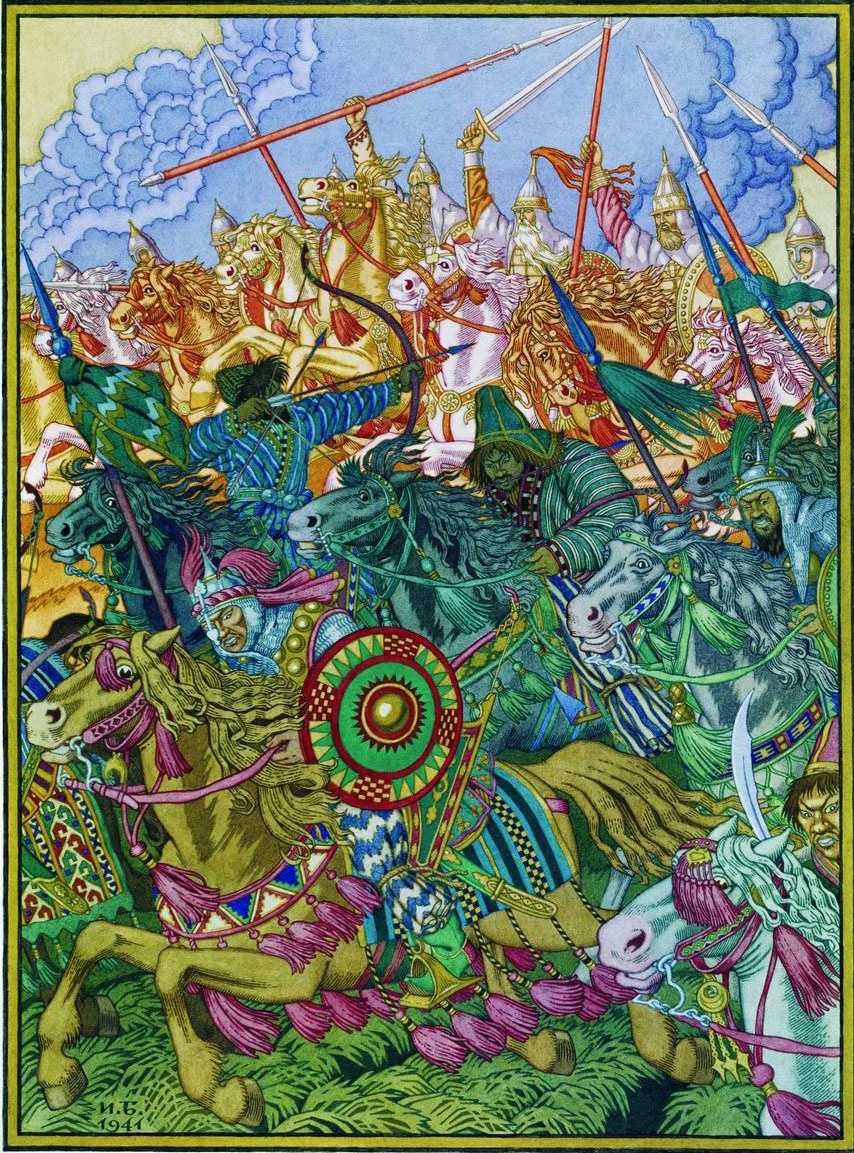
Слово о полку Ігоревім
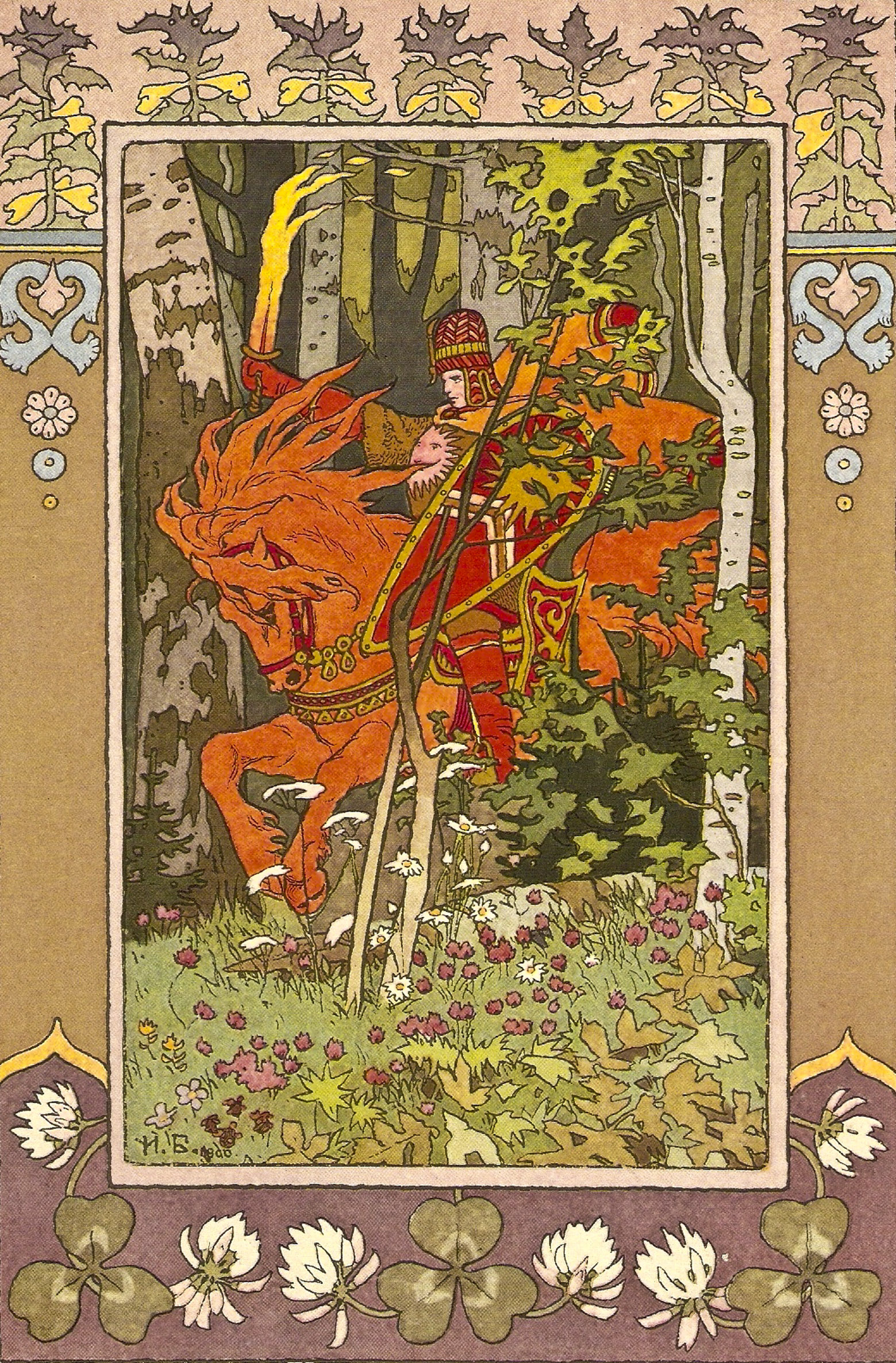
Червоний вершник, 1899
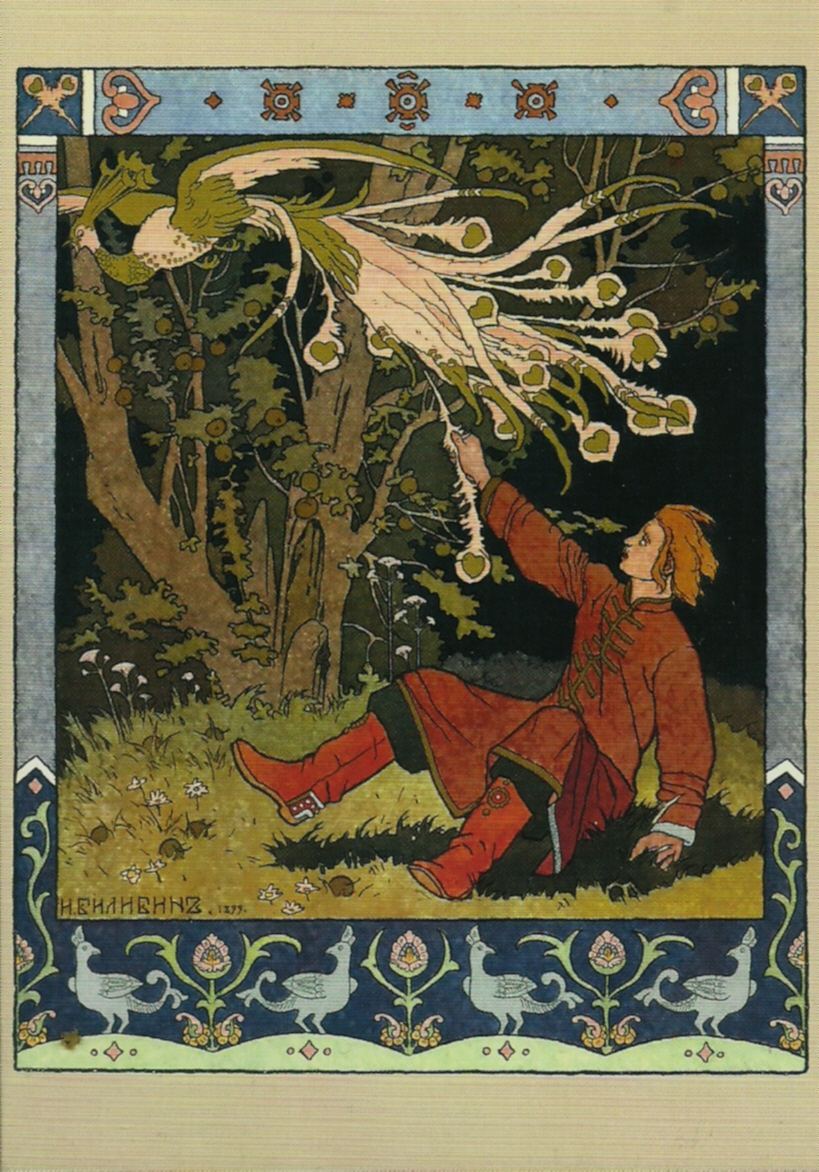
Іван Царевич і Жар-птиця, 1899
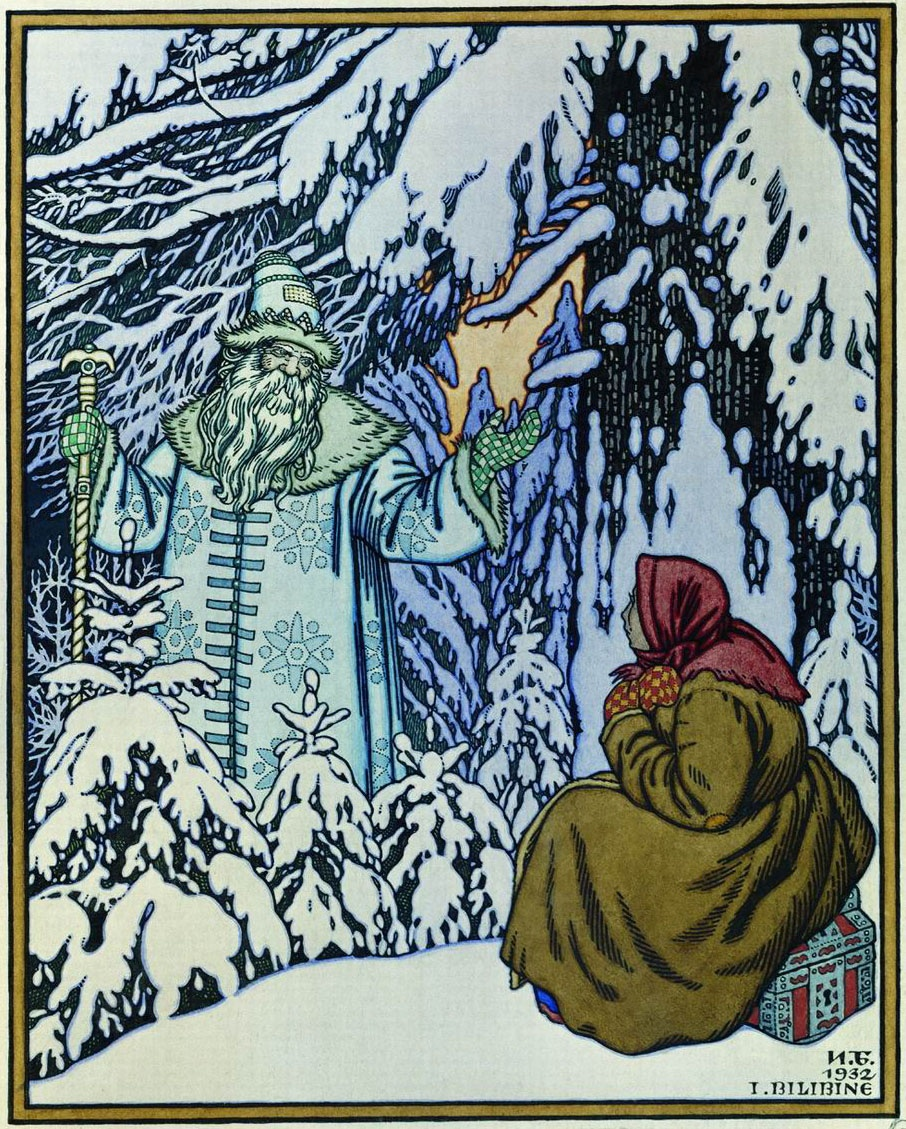
Морозко
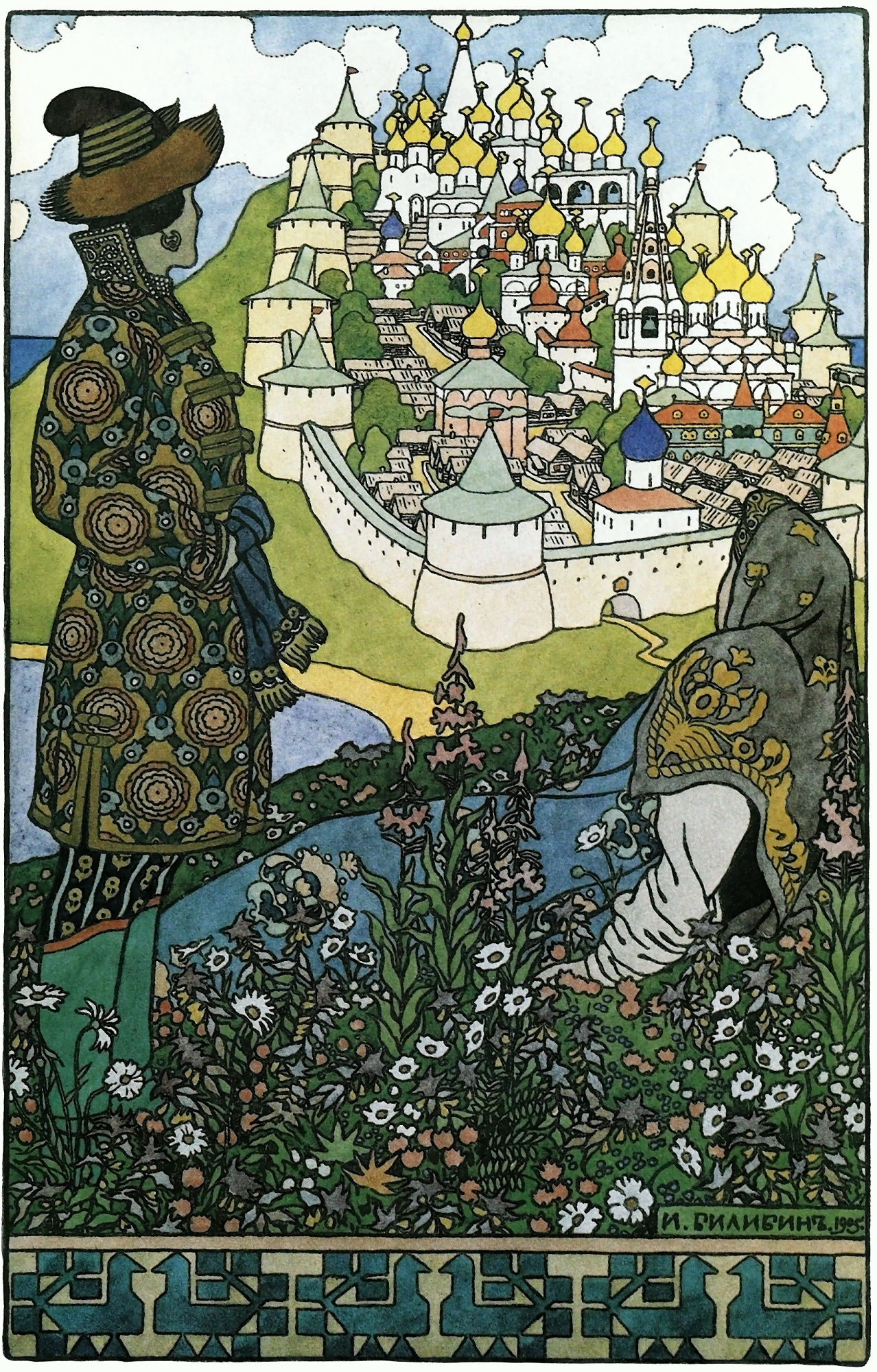
Острів Буян (ілюстрація до «Казки про царя Салтана»), 1905
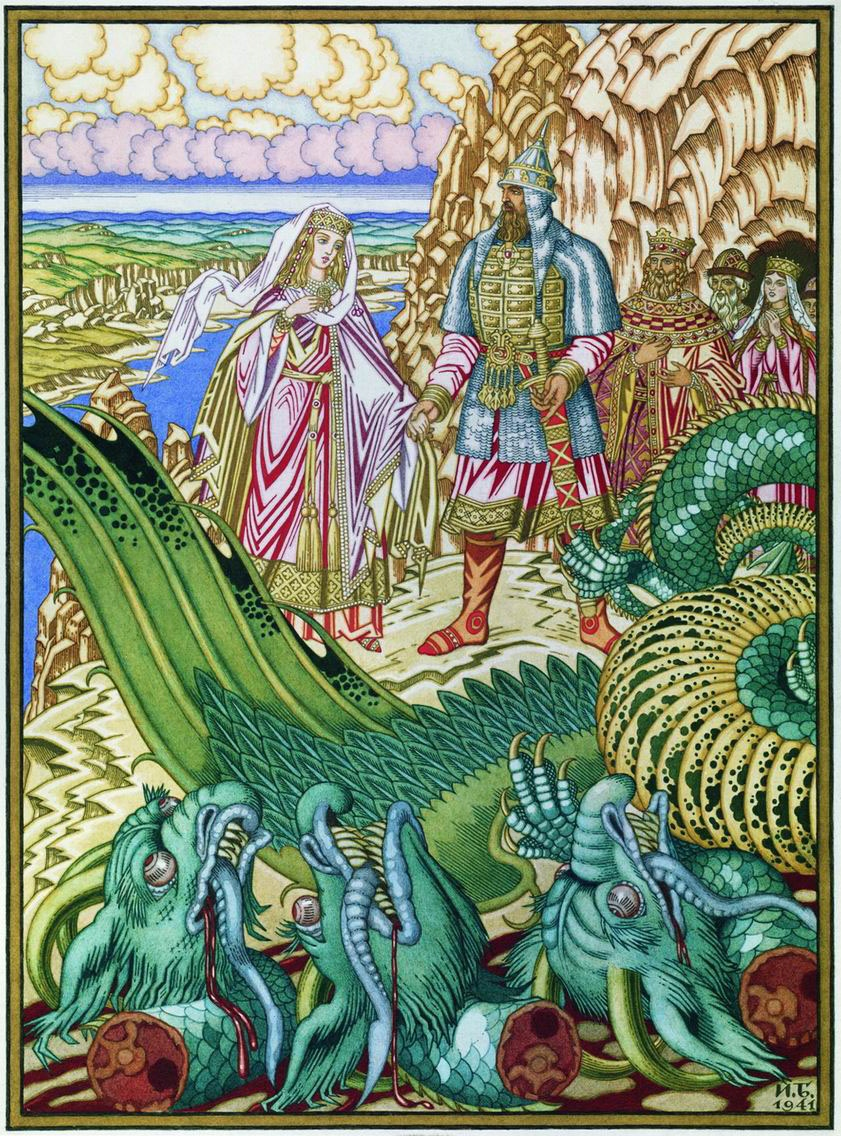
Добриня Микитич
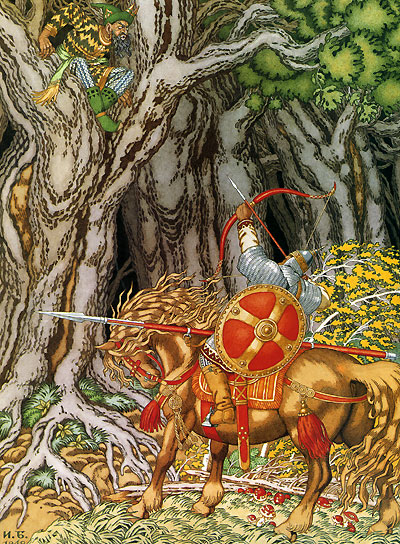
Ілля Муромець та Соловей-Розбійник
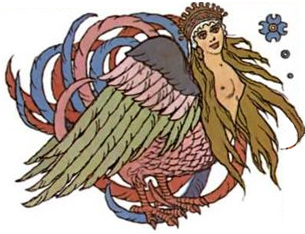
Алконост
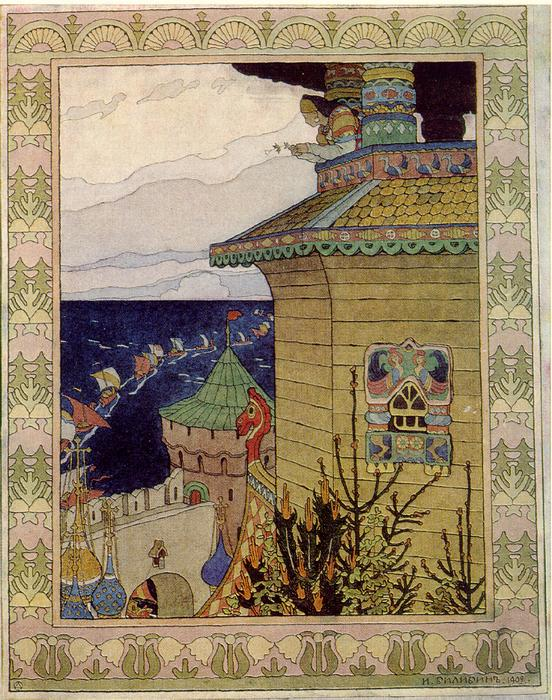
Садко
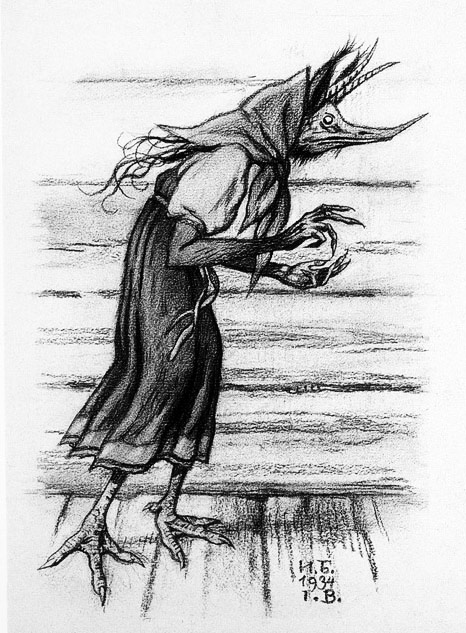
Кікімора 1934
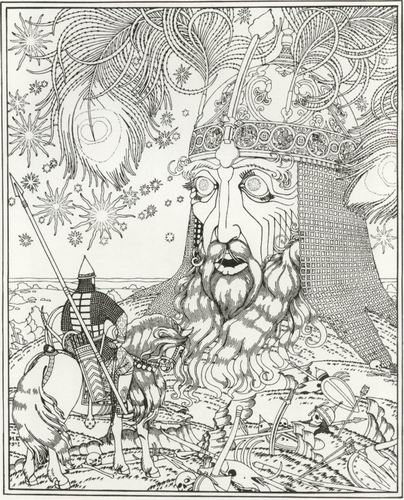
Руслан і Людмила
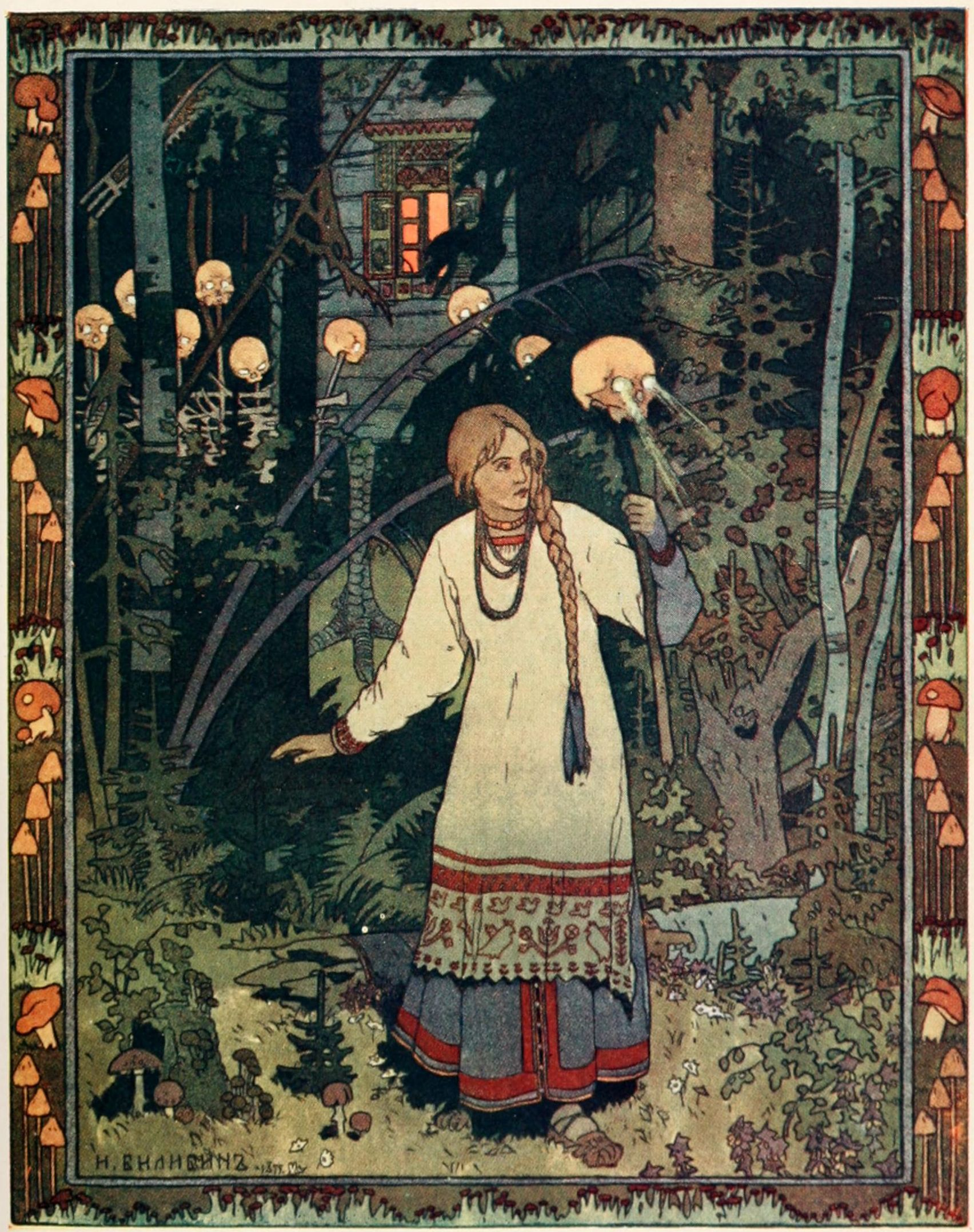
Василиса Прекрасна, 1899
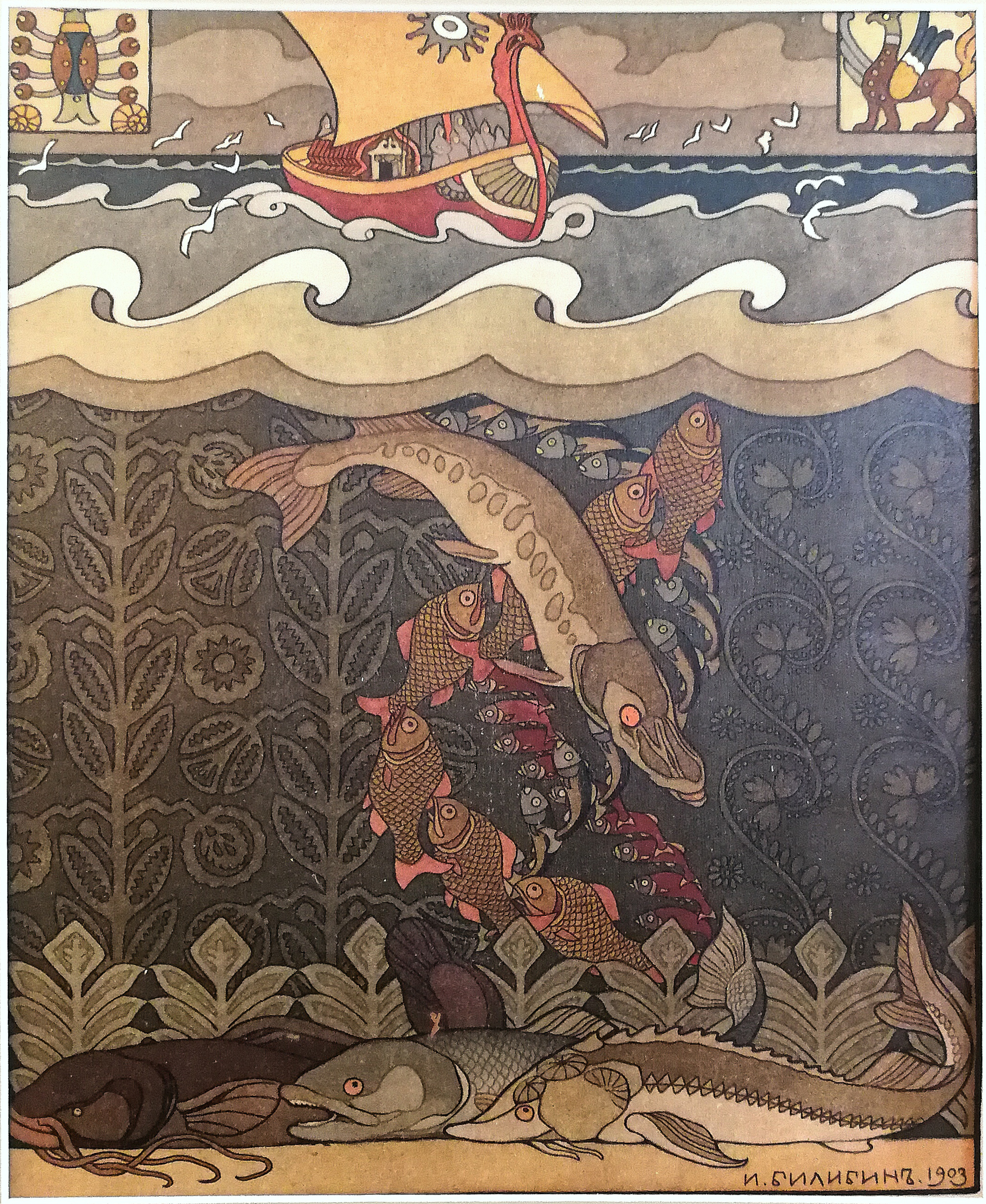
Підводне королівство, 1903
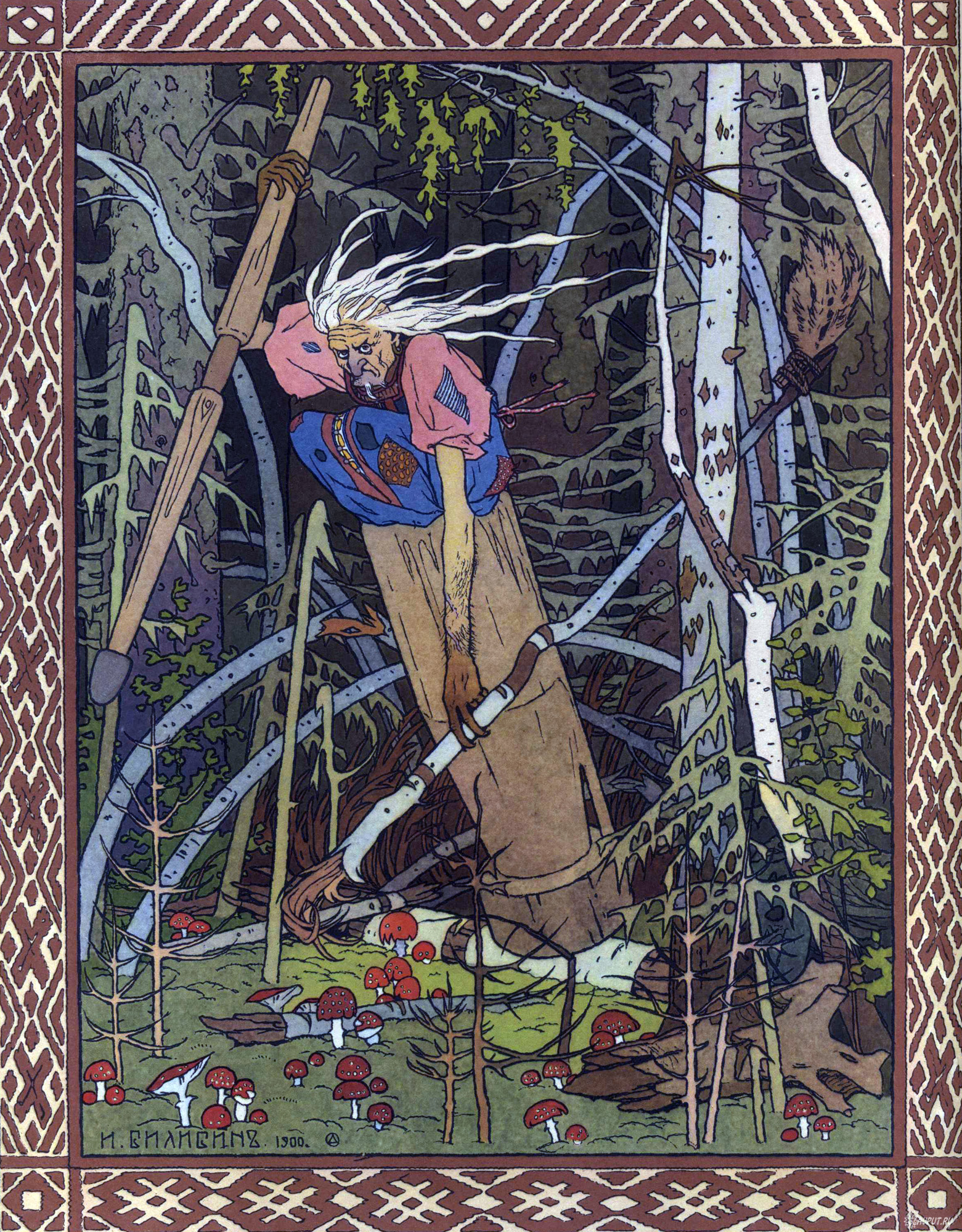
Баба-Яга. 1900
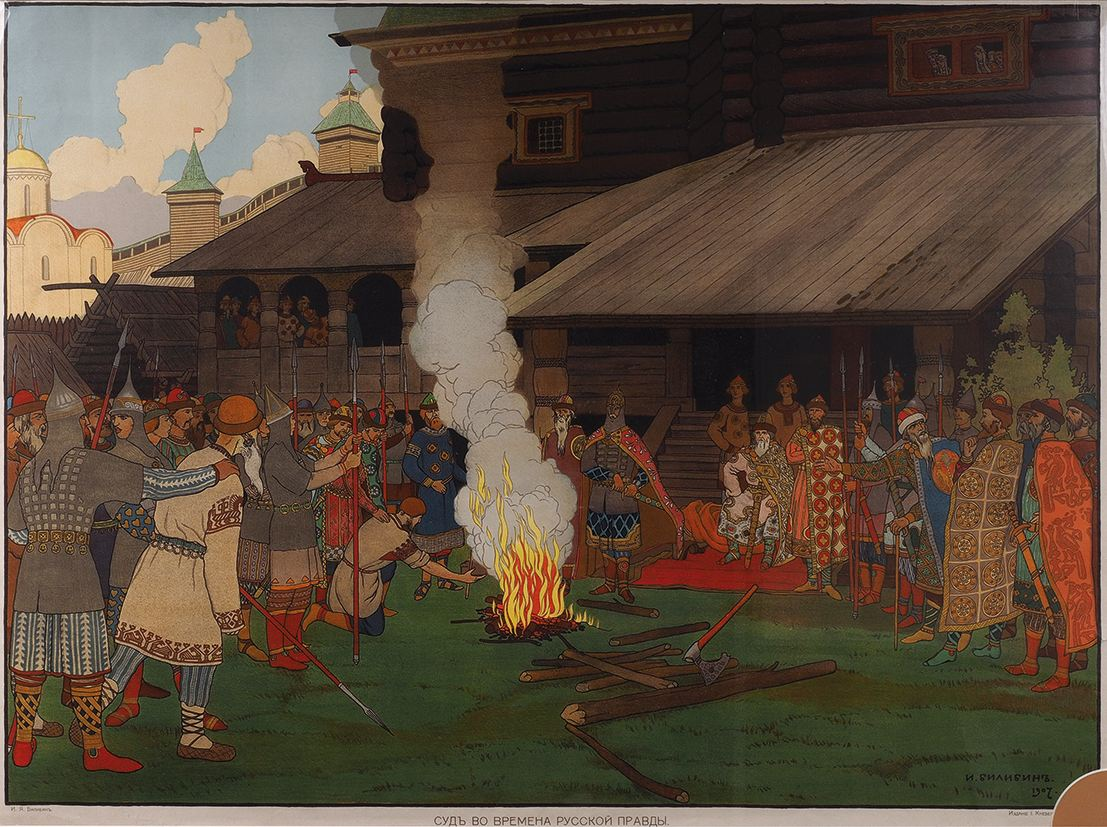
Суд часів Руської Правди
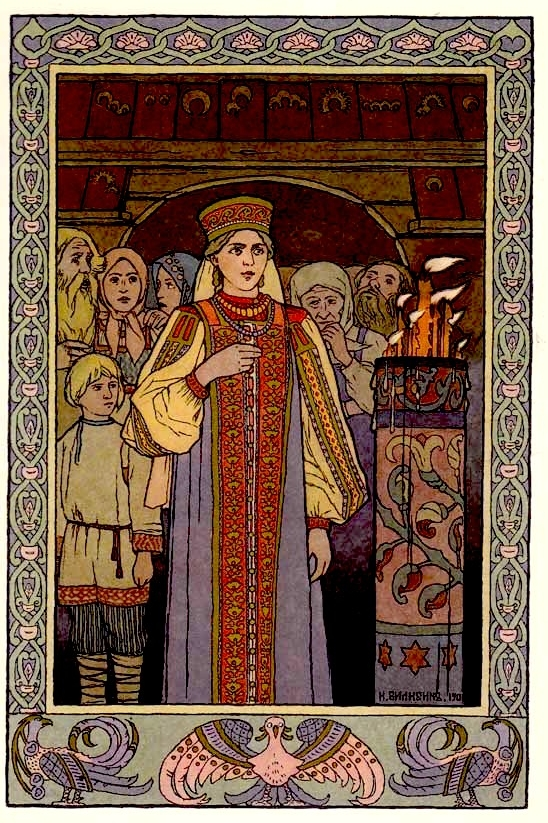
Зображення до казки Іван Царевич і Сірий Вовк, 1900-і
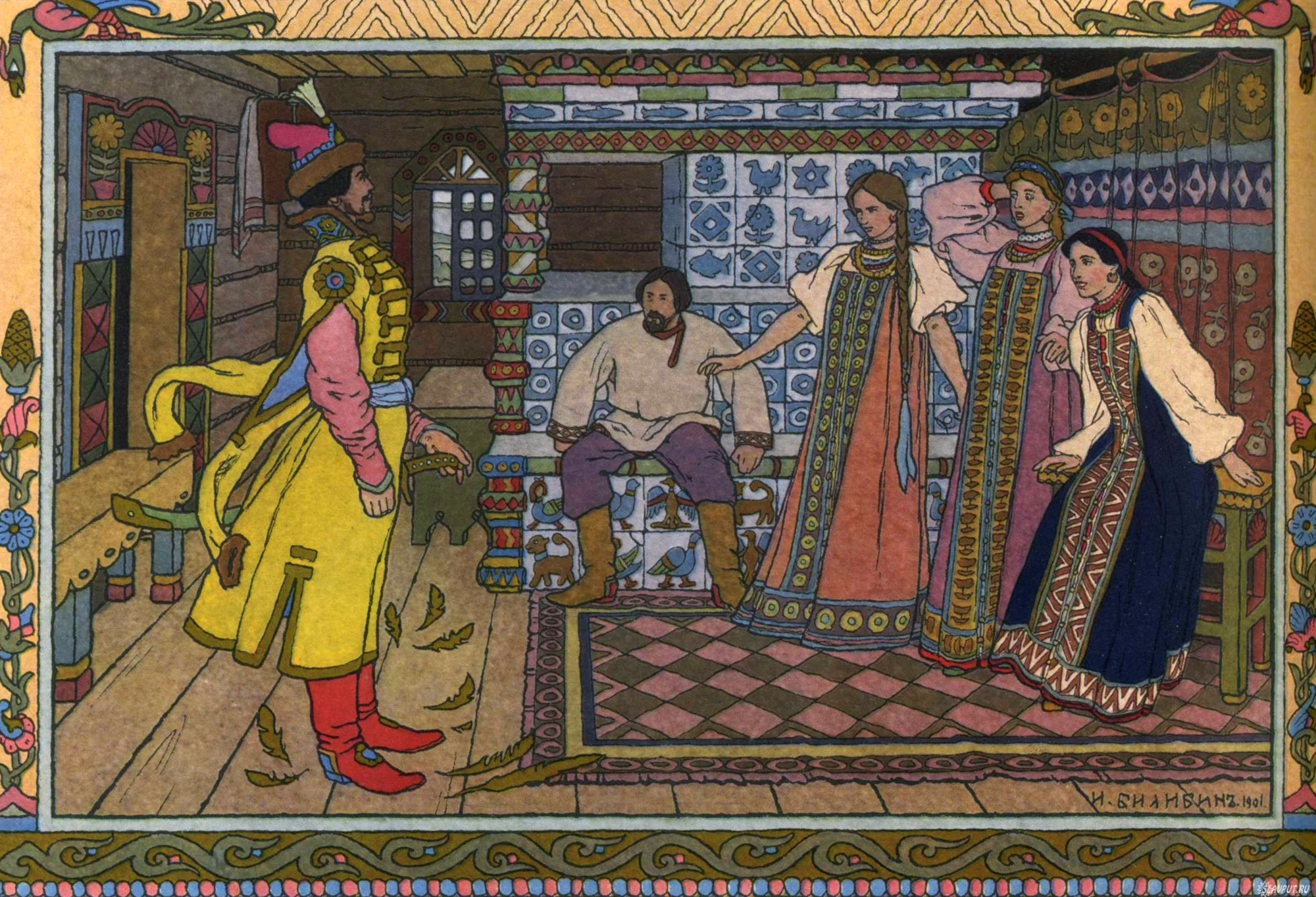
Мар'я Морівна, 1900—1900
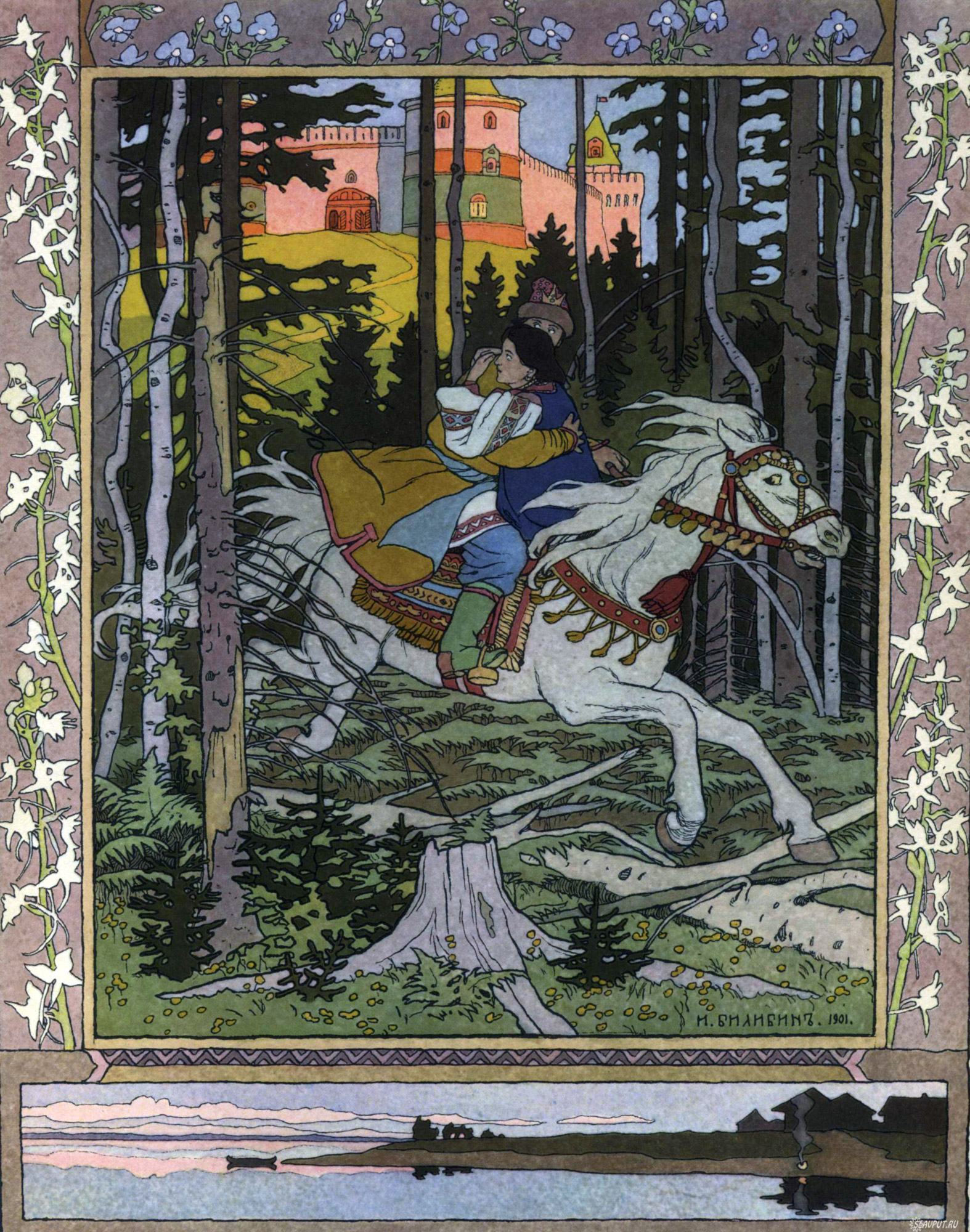
Мар'я Морівна
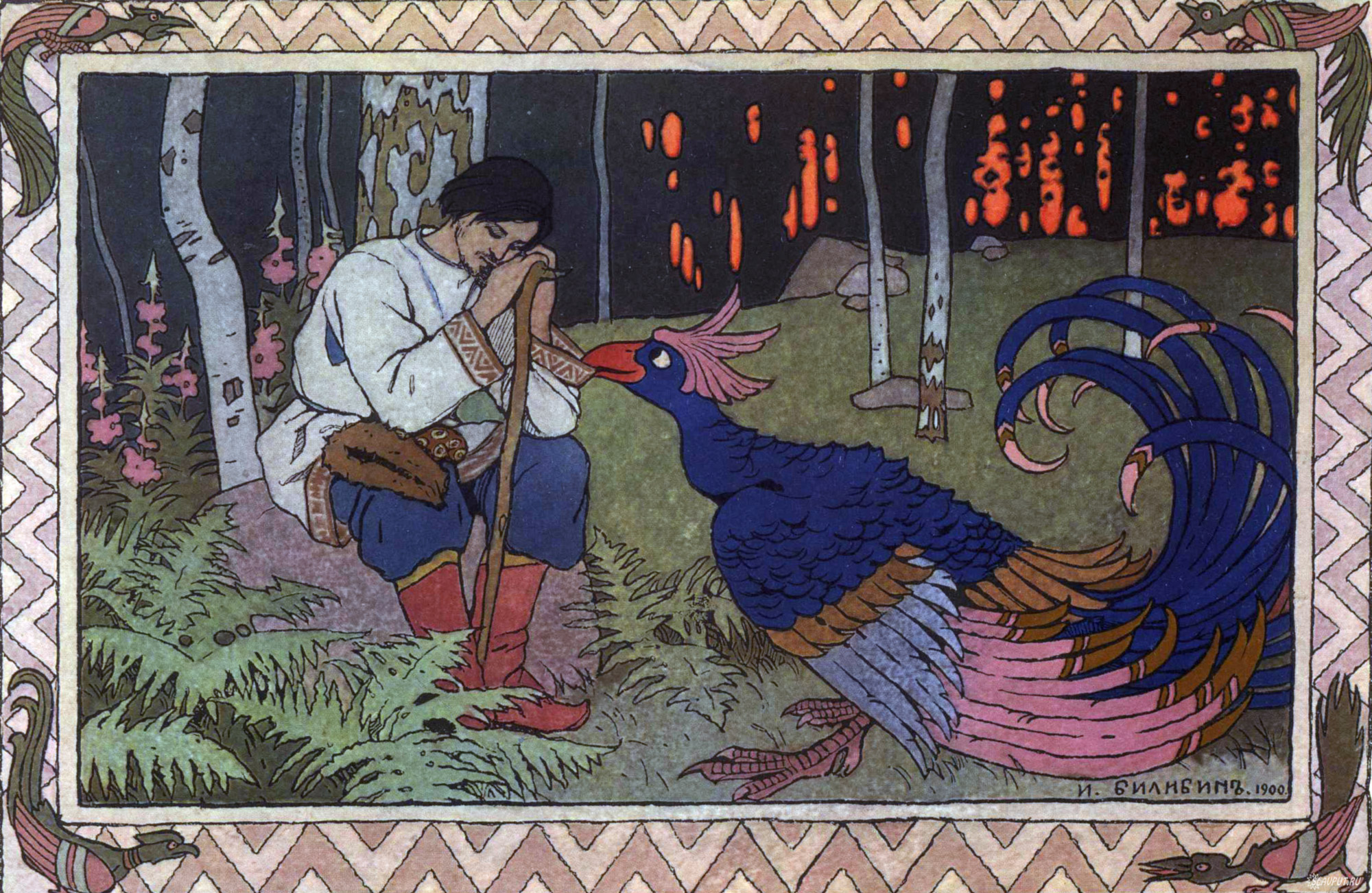
Мар'я Морівна
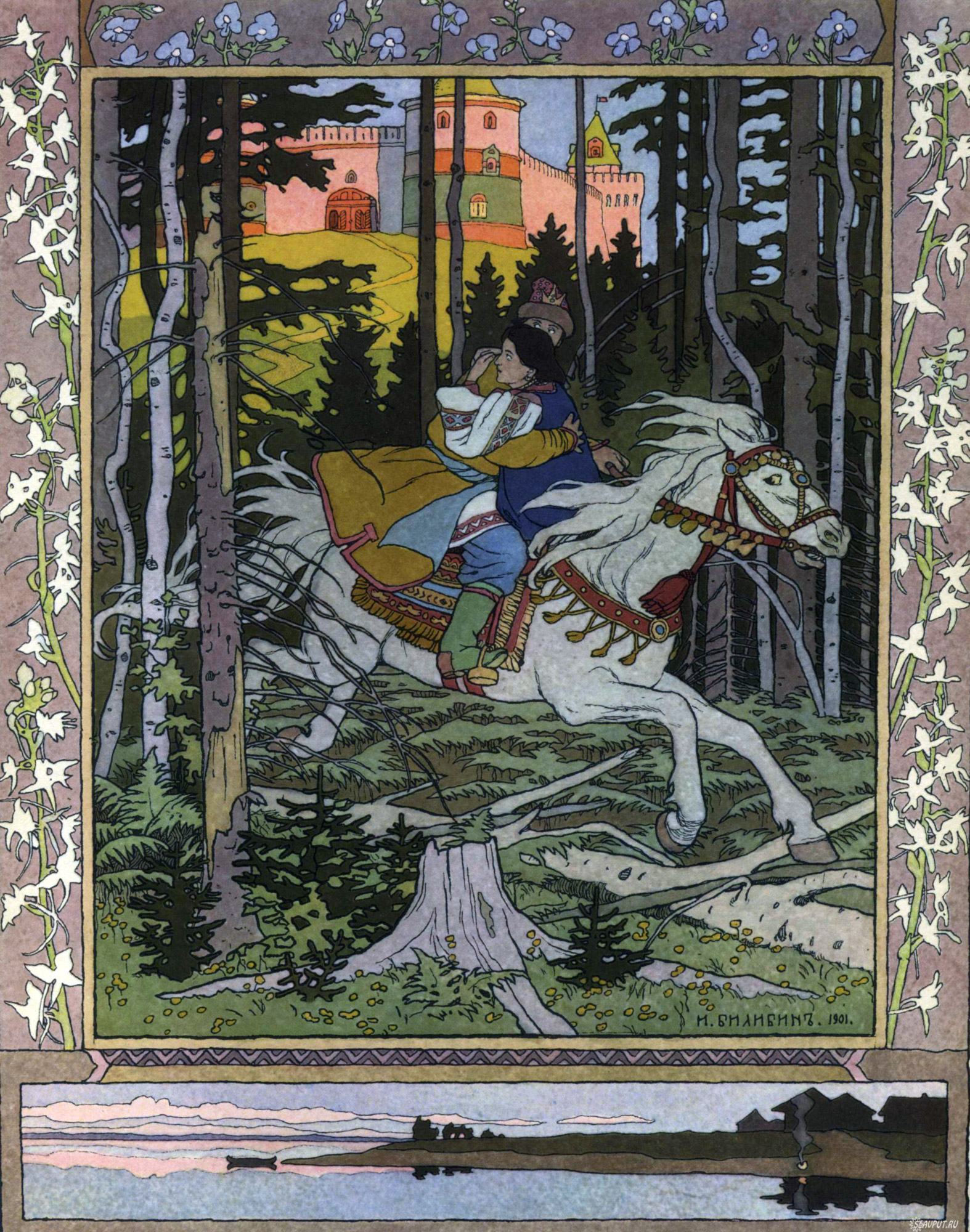
Мар'я Морівна
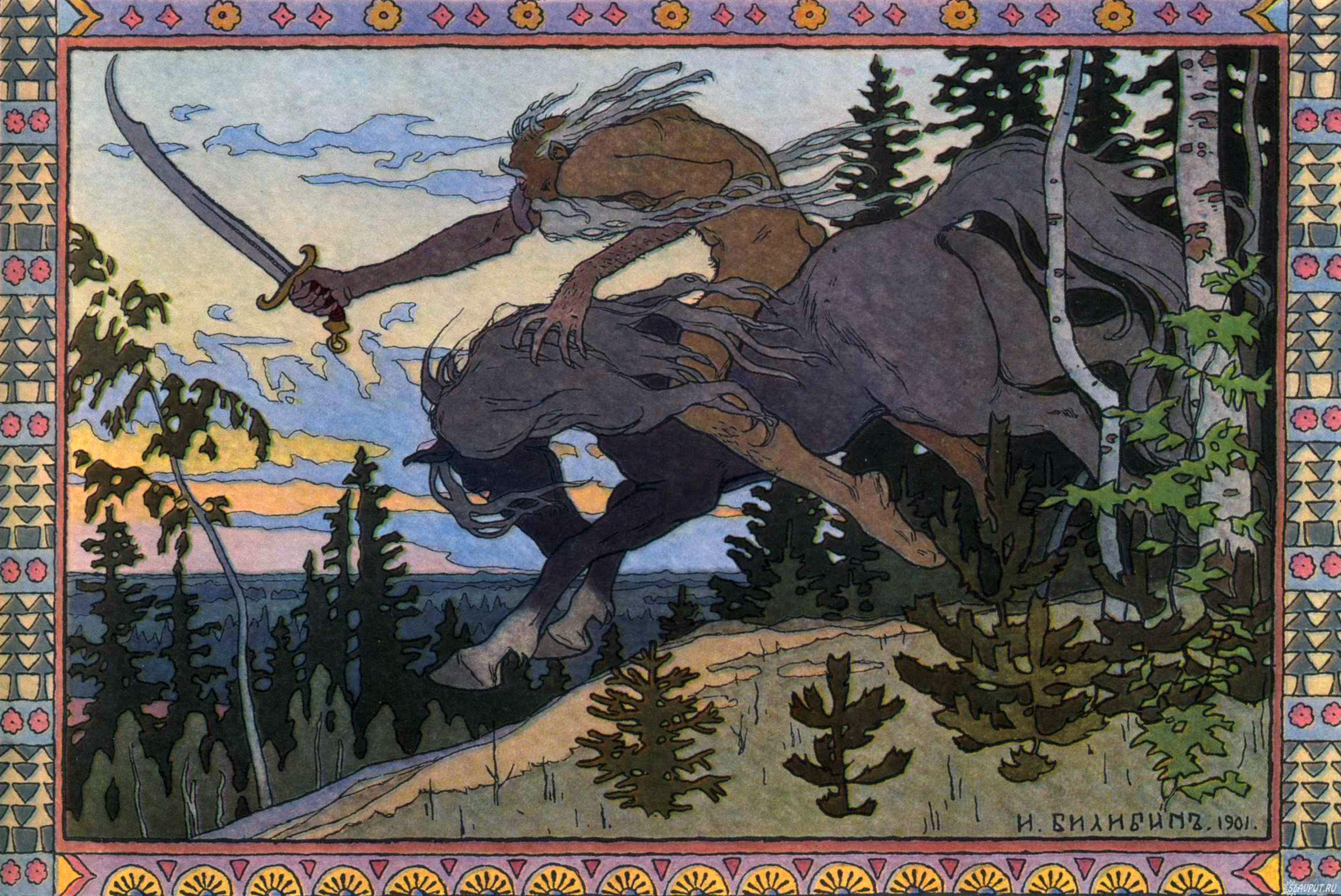
Мар'я Морівна. Кощій Безсмертний, 1900)
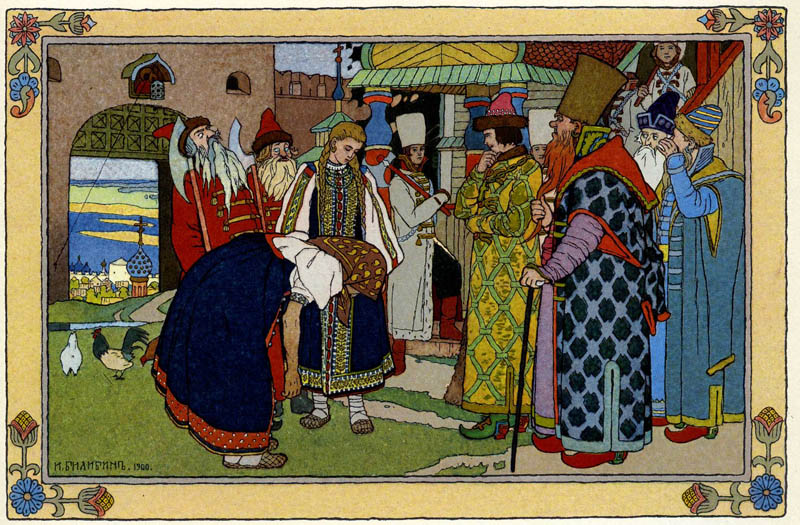
Василиса Прекрасна, 1899—1900, 1902
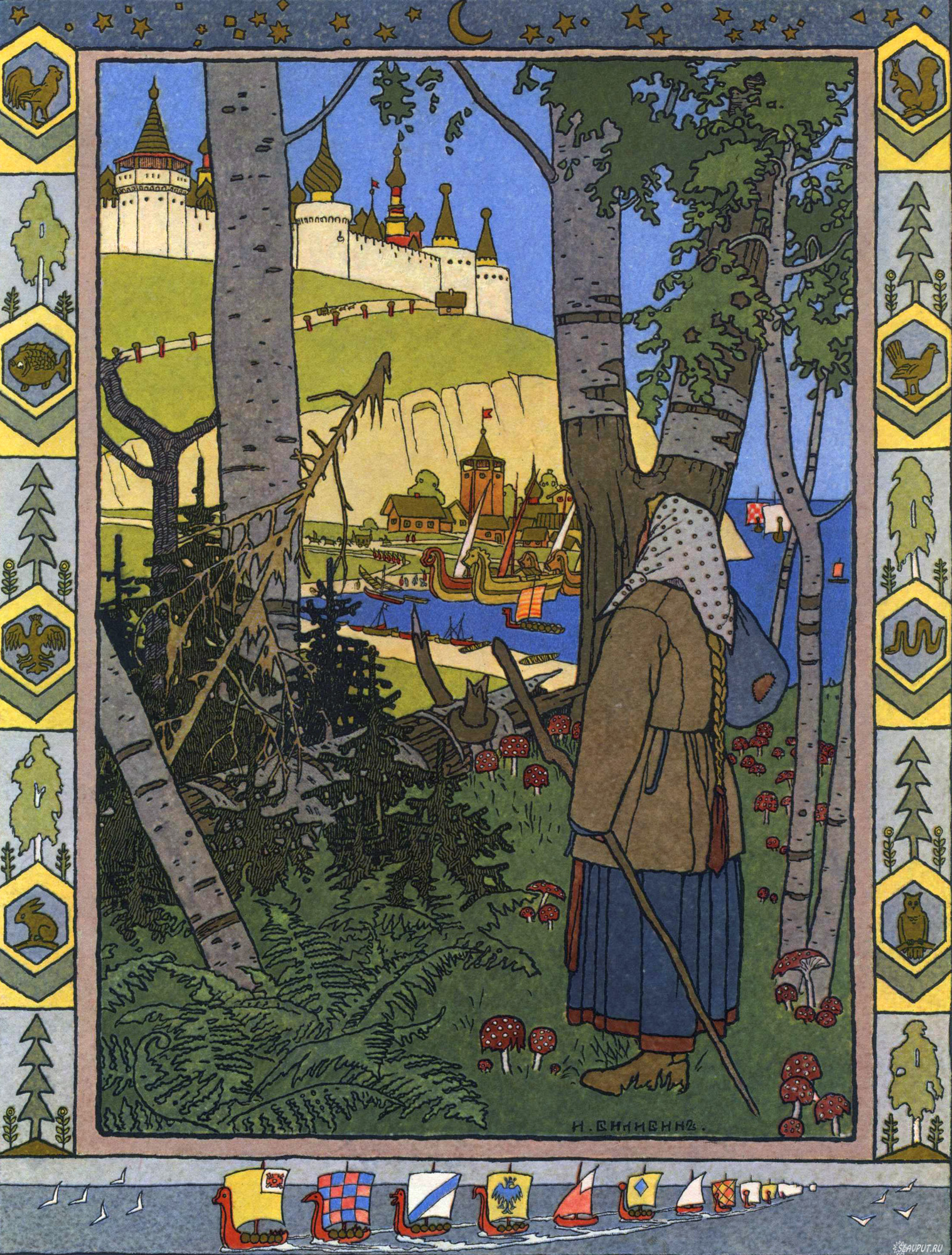
Пір'їнка Фініста Ясна-Сокола
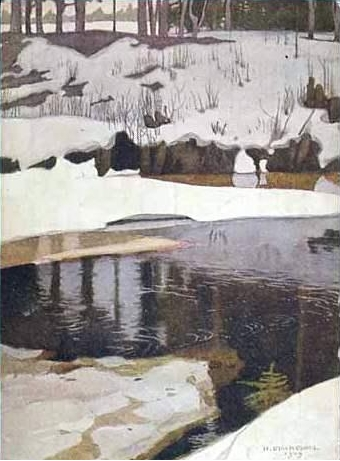
1900
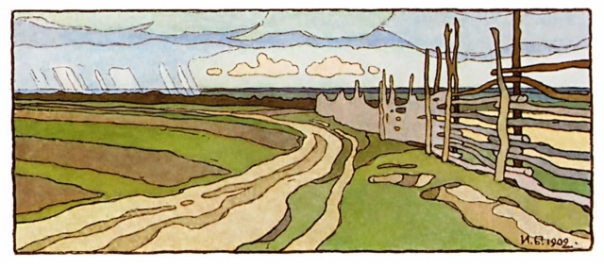
Сестриця Альонушка та братик Іванушка, 1902
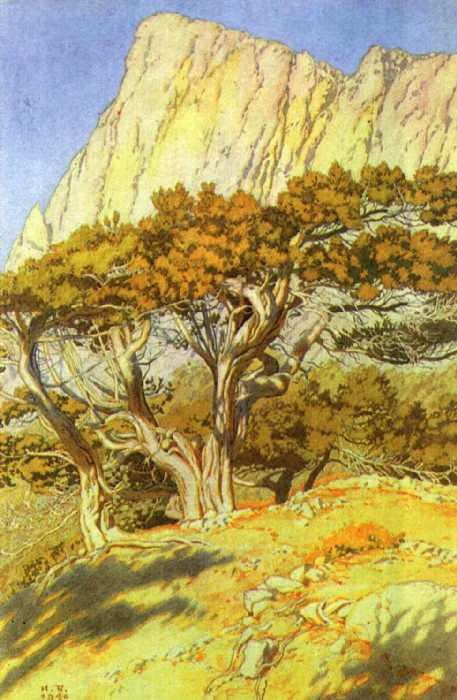
Крим. 1940
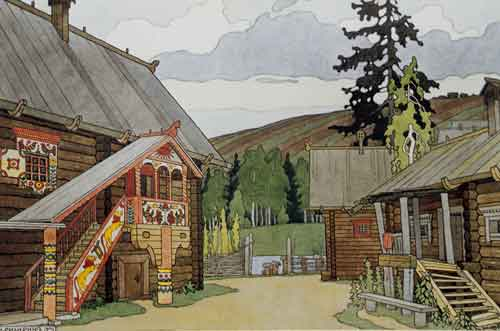
Слобідка Берендеївка. Ескіз декорації до 1-ї дії опери М. А. Римського-Корсакова «Снігуронька», 1900-ті
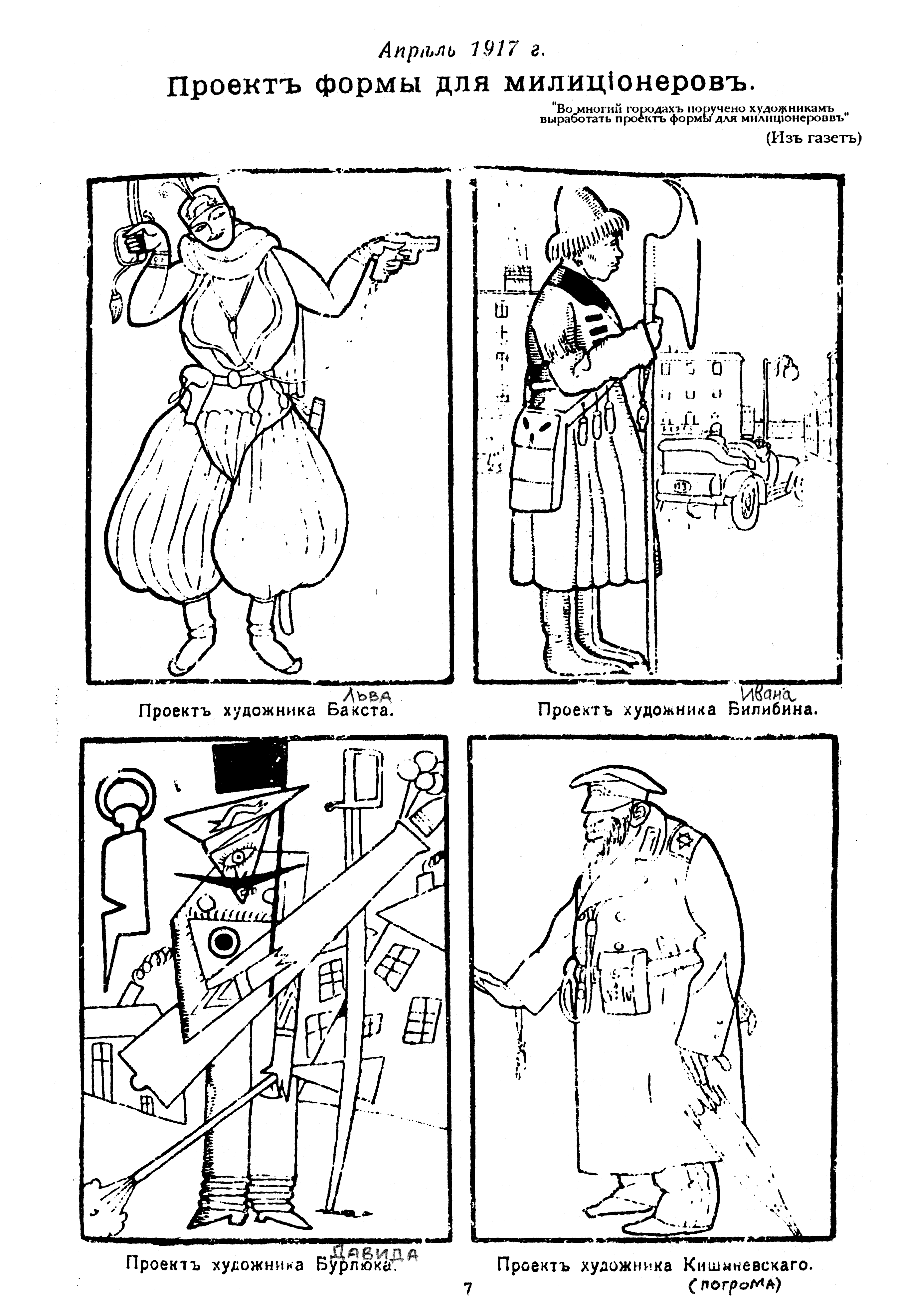
Проект форми міліції від імені Білібіна в руському стилі. Одеська карикатура, 1917